# Arbeo de Frisinga
Arbeo de Frisinga (em alemão: Aribo von Freising ou Arbo von Freising), foi bispo de Frisinga e um beato.

## História
Arbeo foi membro da Ordem Beneditina. Inicialmente, padre e notário ao tempo do bispo José de Frisinga, tornou-se abade em 763, da recém-fundada Abadia de Scharnitz. Em 764, sucedeu a José como bispo de Frisinga.
Arbeo, que freqüentemente é citado como o primeiro autor em língua alemã cujo nome chegou aos dias de hoje, é reputado pela criação do Codex Abrogans, um vocabulário bilíngue em latim e alto alemão antigo, também freqüentemente citado como o primeiro livro escrito em alemão.
O bispo foi sepultado em Frisinga. A Igreja Católica determinou que o dia 4 de maio seria dedicado à memória dele.

## Obras
- Arbeonis episcopi Frisingensis vitae sanctorum Haimhrammi et Corbiniani ("Vidas dos Santos Emmeram e Corbinian, por Arbeo, Bispo de Frisinga")